# Revuelta bubi de 1998

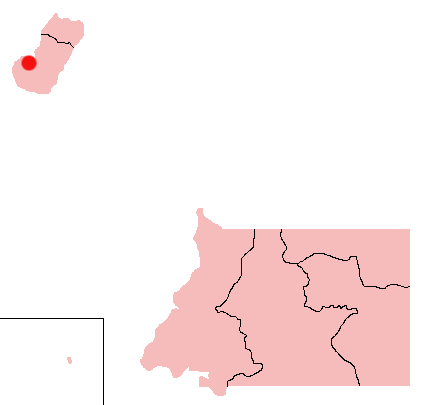
Localización de Luba, también llamado San Carlos de Luba, en Guinea Ecuatorial.

La revuelta bubi de 1998 se refiere a los hechos violentos desarrollados a finales de enero de 1998 en Bioko, Guinea Ecuatorial.

## Desarrollo

### Ataques en Luba y Moka
El 21 de enero de 1998 se inició en las localidades de Luba, Moka, Rebola y Baney (Bioko) una rebelión contra el régimen de Teodoro Obiang, en la que murieron cinco soldados y un civil. Según algunas fuentes, la acción se inició en la madrugada, con la muerte de un empleado de la compañía eléctrica Segesa en Luba. Posteriormente el grupo de activistas habría asesinado al marido de la delegada del Gobierno, el cabo primero Félix Ndong Ondó. En los incidentes habrían perdido también la vida al menos un carpintero originario de Santo Tomé y Príncipe y un ecuatoguineano de etnia bubi. El Gobierno acusó al Movimiento para la Autodeterminación de la Isla de Bioko (MAIB) de haber atacado tres acuartelamientos militares en la ciudad de Luba, prolongándose los enfrentamientos durante dos semanas, tras lo que aproximadamente 500 personas de la etnia bubi fueron arrestadas e interrogadas. Fuentes de la oposición guineana señalaron que la policía asaltó el Colegio Español (dependiente de la Embajada de España) en Rebola, donde detuvieron al profesor bubi Víctor Buyaban.

### Detenciones
El 24 de febrero de 1998, la Comisión Europea convocó al Embajador de Guinea Ecuatorial para expresarle su preocupación por las violaciones de los derechos humanos cometidas tras el ataque del 21 de enero. En marzo y abril del mismo año se registraron preguntas en el Parlamento Europeo por parte del PPE al Consejo, interpelando por cuatro ciudadanos de nacionalidad española detenidos entre los acusados de promover la revuelta independentista en la isla de Bioko, y sobre la represión ejercida contra el pueblo bubi tras la revuelta, preguntas parlamentarias que fueron respondidas por el Consejo en abril y junio.

### Macrojuicio de Malabo
A finales de mayo de 1998 un tribunal juzgó en Malabo en consejo de guerra sumarísimo a 117 acusados, entre ellos uno de los líderes del MAIB, Martín Puye. En el macrojuicio contra 117 personas de la etnia bubi (cuatro de ellas de nacionalidad española) el fiscal militar, el comandante Roman Bibang acusó a los detenidos de terrorismo, secesión y traición, y aportó como arsenal incautado a los detenidos tres pistolas, dos escopetas recortadas y tres completas, y una granada de mano. Por otra parte, el abogado defensor, José Oló Obono, fue encarcelado. El juicio concluyó dictando 15 penas de muerte y 56 de prisión, acusando el gobierno al MAIB de ser responsable de la rebelión del 21 de enero. El resto de los detenidos, entre los que se encontraban los cuatro españoles, fueron liberados. El MAIB denunció las 15 condenas a muerte del macrojuicio de Malabo a través de Weja Chicampo, coordinador del grupo independentista, presentando también su proyecto de Estado Democrático para Guinea Ecuatorial.
Cabe destacar que el presidente del Tribunal Militar encargado del juicio fue el entonces Teniente Coronel y jefe del gabinete militar de Obiang Gabriel Nsé Obiang, actualmente opositor al régimen y líder del partido Ciudadanos por la Innovación.

### Hechos posteriores
Los cuatro máximos dirigentes del levantamiento armado, Atanasio Bitá (padre del futbolista Junior Bita), Remigio Mete, Epifanio Mohaba y un cuarto, considerado el responsable militar de la rebelión, fueron condenados a muerte en rebeldía y buscados intensamente durante más de seis meses. En julio de 1998 lograron abandonar Guinea Ecuatorial con dirección desconocida. El 14 de julio murió el opositor Martín Puye en la prisión Playa Negra en circunstancias poco claras. En septiembre de 1998 se realizó en el Parlamento Europeo una pregunta parlamentaria del PSE, sobre la represión en la isla, el macrojuicio y la muerte de Puye, respondida por el Consejo en octubre. A finales de noviembre el Gobierno de Guinea Ecuatorial inició una nueva oleada de detenciones entre miembros de la comunidad bubi de la isla de Bioko, acusando a los detenidos (cerca de 30 personas) de colaborar con los huidos dirigentes del levantamiento.